# Эдлинг, Кристер
Кри́стер Э́длинг (швед. Christer Ödling; род. 29 июля 1962) — шведский кёрлингист
В составе мужской сборной команды Швеции участник и бронзовый призёр чемпионата мира 1990.
Играл в основном на позициях третьего и четвёртого, несколько лет был скипом своей команды.

## Достижения
- Чемпионат мира по кёрлингу среди мужчин: бронза (1990)

## Команды
| Сезон   | Четвёртый          | Третий             | Второй            | Первый             | Запасной                                  | Турниры              |
| ------- | ------------------ | ------------------ | ----------------- | ------------------ | ----------------------------------------- | -------------------- |
| 1989—90 | Ларс-Оке Нурдстрём | Кристер Эдлинг     | Педер Флемстрём   | Петер Ненцен       | Андерс Йидлунд тренер: Стефан Хассельборг | ЧМ 1990              |
| 2011—12 | Magnus Domeij      | Кристер Эдлинг     | Wolger Johansson  | Lars-Åke Andersson | Hans Öberg                                |                      |
| 2014—15 | Кристер Эдлинг     | Hans Öberg         | Wolger Johansson  | Lars-Åke Andersson | Per-Arne Andersson                        | ЧШВ 2015 (5 место)   |
| 2015—16 | Кристер Эдлинг     | Hans Öberg         | Wolger Johansson  | Lars-Åke Andersson |                                           | ЧШВ 2016 (??? место) |
| 2018—19 | Hans Öberg         | Lars-Åke Andersson | Kjell-Arne Olsson | Кристер Эдлинг     |                                           | ЧШВ 2019 (??? место) |
| 2019—20 | Кристер Эдлинг     | Magnus Domeij      | Hans Öberg        | Lars-Åke Andersson | Wilmer Öberg                              | [ 7 ]                |

(скипы выделены полужирным шрифтом)